# Bodman-Ludwigshafen
Bodman-Ludwigshafen è un comune tedesco di 4 810 abitanti, situato nel land del Baden-Württemberg.